# Ейнджъл Съмърс
Ейнджъл Съмърс (на английски: Angell Summers) е френска порнографска актриса и режисьор на порнографски филми.

## Биография
Родена е на 29 май 1987 г. в град Шартър, департамент Йор е Лоар, Франция. Завършва средното си образование през 2004 г. в актьорския лицей „Силвия Монфор“ в град Люзан, намиращ се близо до родния ѝ Шартър.
В края на 2006 г. започва работа като стриптизьорка в еротично шоу в Париж. От следващата година се изявява и като еротичен модел.
На 8 май 2008 г. снима първата си порнографска сцена във филма „Бланш, Алис, Санду и други“, продуциран от Кристиан Лавил. Още в тази си първа сцена прави анален секс. По-малко от година след началото на кариерата си се появява на корицата на най-тиражното френско еротично списание „Hot Video“.
Френските телевизионни канала „NT1“ и „NRJ12“ снимат репортажи за нея, излъчени в предаванията им „Репортери“ и „Толкова вярно“.
На 11-ите награди Hot d'Or през 2009 г. печели наградата за най-добра френска звезда, която се счита за най-значимата порнографска награда във Франция, а сред нейните носителки е и порноактрисата, телевизинен водещ и певица Клара Морган. Съмърс получава и номинация за наградата за най-добра френска актриса.
След спечелването на наградата за най-добра френска звезда Ейнджъл Съмърс започва да снима доста повече филми, в които залага най-вече на аналните сцени. Започва да снима и извън Франция – прави няколко сцени в Будапеща, Унгария и във Великобритания, като участва в продукции на компаниите „Прайвит“, „Марк Дорсел“, „21сексчъри“, „Реалити кингс“, „Телевизия Х“ и „Хармония“.
През март 2011 г. Съмърс е избрана за най-добър чуждестранен изпълнител на годината на британските порнографски награди SHAFTA.
Същата годината родената в Шартър порноактриса получава покана да снима в САЩ. Там тя прави редица сцени за компаниите Брейзърс, Диджитъл Плейграунд, Адам и Ева и Ийвъл Ейнджъл.
През септември 2013 г. Ейнджъл Съмърс обявява в своя официален блог края на кариерата си като порноактриса.
След края на актьорската си кариера Съмърс започва да се изявява като режисьор на порнографски филми. Режисьорският ѝ дебют е с филма „Ейми от Ейнджъл“ за компанията Колмакс.

## Награди и номинации
Носителка на награди
- 2009: Hot d'Or награда за най-добра френска звезда.[3][7]
- 2011: SHAFTA награда за най-добра чуждестранна изпълнителка на годината.[8][9]

Номинации
- 2009: Номинация за Hot d'Or награда за най-добра френска актриса.[10][11]
- 2012: Номинация за SHAFTA награда за най-добра чуждестранна изпълнителка на годината.[12]
- 2012: Номинация за Dorcel Vision награда за най-добра френска актриса.